# Calle María Díaz de Haro
La calle María Díaz de Haro es una calle ubicada en el centro de la villa de Bilbao. Se inicia en la Gran Vía de Don Diego López de Haro y, discurriendo en paralelo a la avenida de Sabino Arana, finaliza en la calle Autonomía. Debe su nombre a María Díaz de Haro, décima señora de Vizcaya.

## Corredor verde
El 30 de marzo de 2021 se dio a conocer que la calle María Díaz de Haro se transformaría en un corredor verde entre los parques de Doña Casilda y Amezola. La obra se proyectó en dos fases, empezando por el tramo superior, entre Simón Bolívar y Autonomía, que se convirtió en una zona arbolada y en la que la calzada se redujo a un solo carril.
El 8 de septiembre de 2021 se comunicó que la obra en su primer tramo había sido adjudicada por tres millones, siendo el inicio de su ejecución el 16 de noviembre del mismo año y proyectándose su finalización para abril de 2023. Finalmente, la reforma concluyó el 31 de julio de 2023.
El 18 de febrero de 2025 se informó que el corredor verde de María Díaz de Haro se culminaría en veinte meses.